# Lönebergssjön
Lönebergssjön är en sjö i Sävsjö kommun i Småland och ingår i Lagans huvudavrinningsområde. Sjön är 5,4 meter djup, har en yta på 0,034 kvadratkilometer och befinner sig 205 meter över havet.